# Стрела (производственное объединение, Оренбург)
Производственное объединение «Стрела́» — предприятие, расположенное в городе Оренбурге. Входит в научно-производственное объединение машиностроения.

## История
- В 1925 году на территории корпусного аэродрома Ленинградского военного округа была создана ремонтно-авиационная мастерская (РАМ-3) по ремонту самолётов и моторов[1][2][3][4].
- 1 июня 1928 года, когда РАМ-3 была преобразована в авиаремонтный завод № 47, считается официальным днём основания этого завода[1][2][3][4].
- В 1941 году в первые месяцы Великой Отечественной войны в связи с угрозой блокады Ленинграда началась срочная эвакуация завода № 47 в город Чкалов (ныне — Оренбург)[1][2][3]. 25 октября 1941 года началось производство первой продукции для нужд вооружённых сил Советского Союза[1][2][3][4][5].
- 15 октября 1961 года авиационный завод № 47 был переименован в Оренбургский машиностроительный завод[1][2][3][6].
- 7 апреля 1968 года Оренбургский машиностроительный завод преобразован в производственное объединение «Стрела»[1][2][3][3][4][6].
- В 2006 году (по другим данным — в 2007 году[6]) "Производственное объединение «Стрела» вошло в состав военно-промышленной корпорации «НПО Машиностроения»[2][3].

## Продукция
В годы Великой Отечественной войны было выпущено 1595 единиц авиационной техники, в числе учебно-тренировочные самолёты, истребители, ближние бомбардировщики.
В послевоенные годы выпускались спортивные и десантные планеры, ночные бомбардировщики ПО-2, штурмовики-бомбардировщики, вертолеты, беспилотные самолёты-снаряды, беспилотных самолёты-мишени, баллистические одноступенчатые ракеты средней дальности, межконтинентальные баллистические ракеты, противокорабельных ракеты морского базирования.
В конце 1960-х годов на заводе размещается заказ на изготовление блоков автоматических космических станций, исследующих Луну, Марс, Венеру.
В 1980-х годах завод участвовал в программе «Энергия-Буран».
В 1990-е годы заводом выпускались ретрокопии самолётов-истребителей, оборудование для агропромышленного комплекса и его перерабатывающих отраслей, катера, пылесосы, самолёты-мишени, многофункциональные вертолёты лёгкого класса.
Начиная с 1999 года ПО «Стрела» участвует в производстве российско-индийских сверхзвуковых крылатых ракет «БраМос».

## Санкции
23 февраля 2024 года, из-за российского вторжения в Украину, предприятие включено в санкционный список стран Евросоюза:

Предприятие поставляет вооружение для Вооружённых Сил РФ по государственному оборонаказу. ОАО "Стрела" производит ракеты "Оникс" и балочные держатели для Су-30. Оникс и Су-30 используются Вооруженными силами РФ в агрессивной войне против Украины.— «Официальный журнал Европейского союза», Брюссель, 23 февраля 2024 года
По аналогичному основанию завод находится в санкционных списках США, Канады, Японии, Украины, Австралия, Новой Зеландии и Швейцарии.

## Награды
- орден Трудового Красного Знамени (1961 год)[1][2][3][5][6]
- орден Ленина (1971 год)[1][2][3][4][6]
- орден Октябрьской Революции(1984 год)[1][2][3][4][6]